# Petru Rotaru
Petru Rotaru (sinh ngày 8 tháng 7 năm 1984) là nhà kinh tế học và chính khách người Moldova. Hiện tại, ông đang giữ chức vụ làm Bộ trưởng Bộ Tài chính Moldova kể từ ngày 28 tháng 9 năm 2023.